# Melizzano
Melizzano là một đô thị ở tỉnh Benevento trong vùng Campania, có vị trí khoảng 45 km về phía đông bắc của Napoli và khoảng 25 km về phía tây của Benevento. Tại thời điểm ngày 31 tháng 12 năm 2004, đô thị này có dân số 1.876 người và diện tích là 17,5 km².
Đô thị Melizzano có các frazione (đơn vị cấp dưới) Torello.
Melizzano giáp các đô thị: Amorosi, Castel Campagnano, Dugenta, Frasso Telesino, Solopaca, Telese Terme.